# Zeddiani
Zeddiani (sardisk: Tzeddiàni) er en by og en kommune (comune) i provinsen Oristano i regionen Sardinien i Italien. Byen ligger i 10 meters højde og har 1.151 indbyggere (2016). Kommunen har et areal på 11,81 km² og grænser til kommunerne Baratili San Pietro, Oristano, San Vero Milis, Siamaggiore og Tramatza.